# Esztergom
Esztergom (in italiano Strigonio o Strigonia, dal latino Strigonium, desueto; in tedesco Gran; in slovacco Ostrihom; in serbocroato Ostrogon) è una città dell'Ungheria settentrionale situata nella contea di Komárom-Esztergom. La città si trova sulla riva destra del Danubio e 50 km circa a nord-nordovest di Budapest, proprio presso il confine con la Slovacchia.
Sede tradizionale dell'arcivescovado cattolico in cui ha sede il primate d'Ungheria. La sua diocesi comprende Budapest ed oggi si chiama arcidiocesi di Esztergom-Budapest. Insieme all'arcidiocesi di Eger, all'arcidiocesi di Kalocsa-Kecskemét e all'arcidiocesi di Veszprém costituisce una delle quattro sedi metropolitane di rito latino dell'Ungheria. Nella città ha sede un importante sito produttivo della Suzuki.

## Storia
Era l'antico forte militare di Solva di epoca romana (periodo Flavio-Traianeo), sede prima della cohors I Batavorum milliaria pia fidelis civium romanorum dai Flavi a Traiano, poi della cohors I Ulpia Pannoniorum equitata milliaria (da Traiano a Marco Aurelio). Qui potrebbe aver risieduto Marco Aurelio durante il suo secondo soggiorno in Pannonia, nel corso della seconda expeditio germanica del 178-179 d.C. A testimonianza l'opera dello stesso imperatore romano, Colloqui con sé stesso, scritti sul fiume Gran.

## Monumenti e luoghi d'interesse
- Víziváros: la città Bassa, il Municipio, con attorno diverse case barocche, nella Bottyán János utca il palazzo del 1700 e la casa con portone ligneo decorato a raggi solari, la chiesa dei francescani e, nella piazza, la colonna dell'Immacolata. Nella Bajcsy-Zsilinzky utca alle pendici del castello si trova il "Museo cristiano" che conserva il dipinto di Bernardino Luini raffigurante la Madonna col Bambino del 1503 circa, e la biblioteca della cattedrale, sulla destra si sale al monte di San Tommaso, in fondo alla via sotto lo sperone del castello si trova la parrocchiale barocca a facciata covessa tra due campanili, nella piazzetta si trova il monumento a Santo Stefano.
- Várhegy: la cittadella, l'imponente cattedrale di Nostra Signora e di Sant'Adalberto simbolo della città che misura 118 metri per 49 metri, con una cupola di 33 metri di diametro e 71 d'altezza con 24 colonne, la facciata con 8 colonne alte 21 metri. All'interno una cappella tutta in marmo rosso. La cattedrale merita una visione notturna (vista dal Danubio).
- Mercato nella città bassa.

## Amministrazione

### Gemellaggi
Esztergom è gemellata con:
- Espoo (Finlandia) dal 1974
- Štúrovo (Slovacchia) dal 1991
- Bamberga (Germania) dal 1992
- Cambrai (Francia) dal 1992
- Ehingen (Germania) dal 1992
- Maintal (Germania) dal 1993
- Gniezno (Polonia) dal 1994
- Mariazell (Austria) dal 2002
- Canterbury (Regno Unito) dal 2004

## Curiosità
La città è citata nell'opera L'Oca del Cairo di W.A. Mozart. Nell'aria e terzetto I, 8 "Siano pronte alle gran nozze", Don Pippo menziona le "parrucche di Strigonia" come uno degli elementi essenziali per l'ottima riuscita di un matrimonio da favola (in cui, per intenderci, la carrozza degli sposi sarà tirata dagli ippogrifi, "che i più lesti son di pie' ").